# 伍德里奇 (紐約州)
伍德里奇（英語：Woodridge）是位於美國紐約州沙利文縣的村。

## 人口
根據2020年美國人口普查的數據，伍德里奇的面積為4.60平方千米，當中陸地面積為4.34平方千米，而水域面積為0.26平方千米。當地共有人口747人，而人口密度為每平方千米162人。